# (2693) Yan’an
(2693) Yan’an ist ein Asteroid des Hauptgürtels, der am 3. November 1977 am Purple-Mountain-Observatorium in Nanjing entdeckt wurde.
Benannt ist der Asteroid nach der chinesischen Stadt Yan’an in der Provinz Shaanxi.